# K náhonu (Praha)
K náhonu, případně K Náhonu je ulice v Hloubětíně na Praze 9, která začíná v ulici Nademlejnská a má slepé zakončení. Nazvána je podle své polohy nad Rokytkou u náhonu, tedy otevřeného umělého kanálu, který přiváděl vodu do Kejřova mlýna. Ulice vznikla a byla pojmenována v roce 1975.. Název patří do stejné skupiny jako Nademlejnská. Ulice je přemostěna malým můstkem, po kterém vede cyklistická stezka A26, která se stáčí dolů na ulici K náhonu. Podél části ulice vede také naučná stezka Městská část Praha 9 – jihovýchodní stezka a je na ní umístěno její 10. zastavení Kejřův mlýn.

## Budovy a instituce
- Kejřův mlýn, K náhonu 15/2, historická budova z roku 1926. Mlýn stál prokazatelně už v 16. století.
- Kejřův mlýn, K náhonu 988/1, 3, 5; 986/4; 987/6; 989/7, developerský projekt se 79 byty (včetně opraveného historického čp. 15) byl dokončen v roce 2008.[4]
- Bytový dům Nademlejnská, Nademlejnská 1069/20–24 z let 2010–2012.[5]

## Galerie

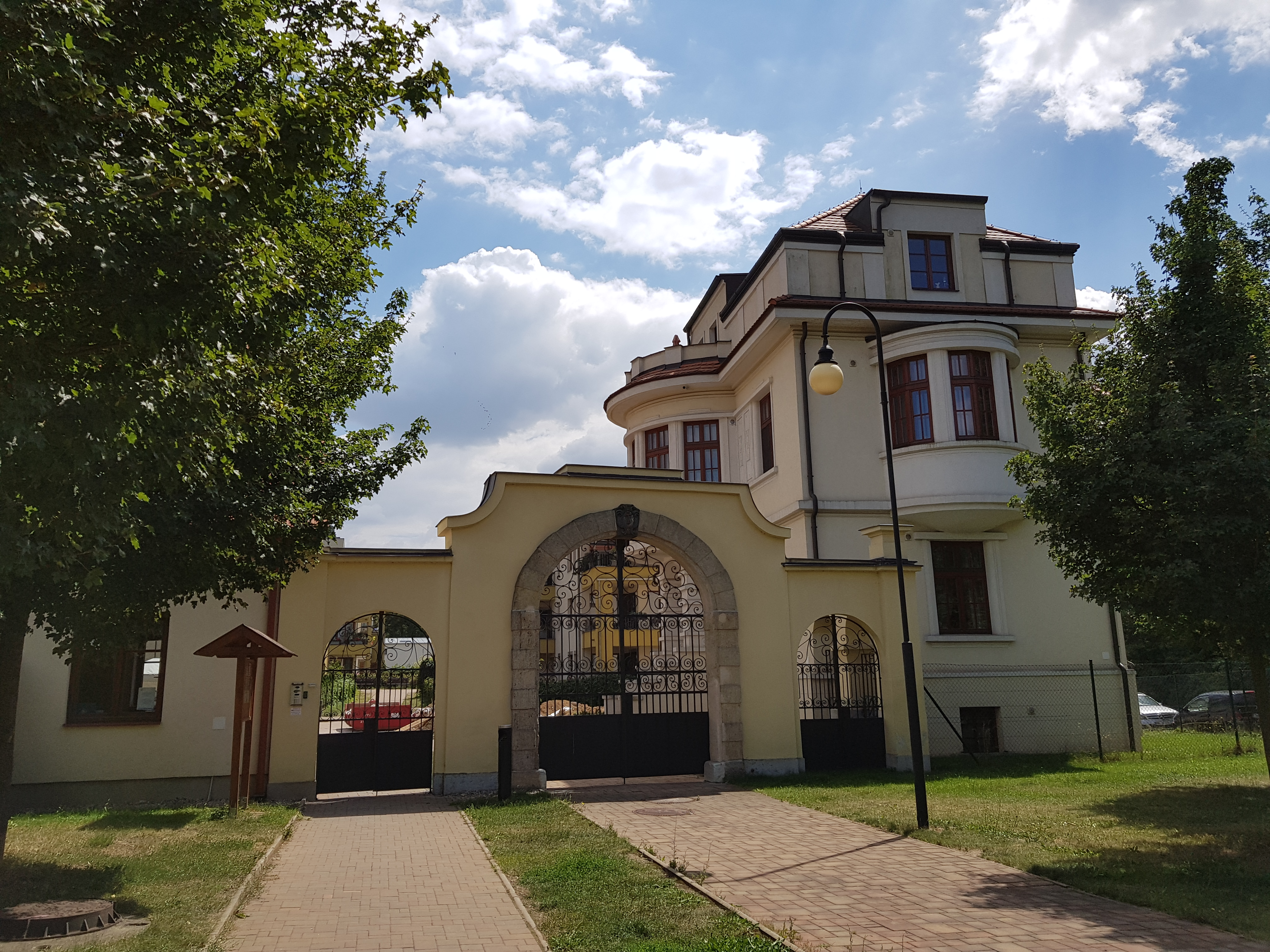
Kejřův mlýn, rondokubistická vila z roku 1926 a brána se znakem křižovníků s červenou hvězdou.
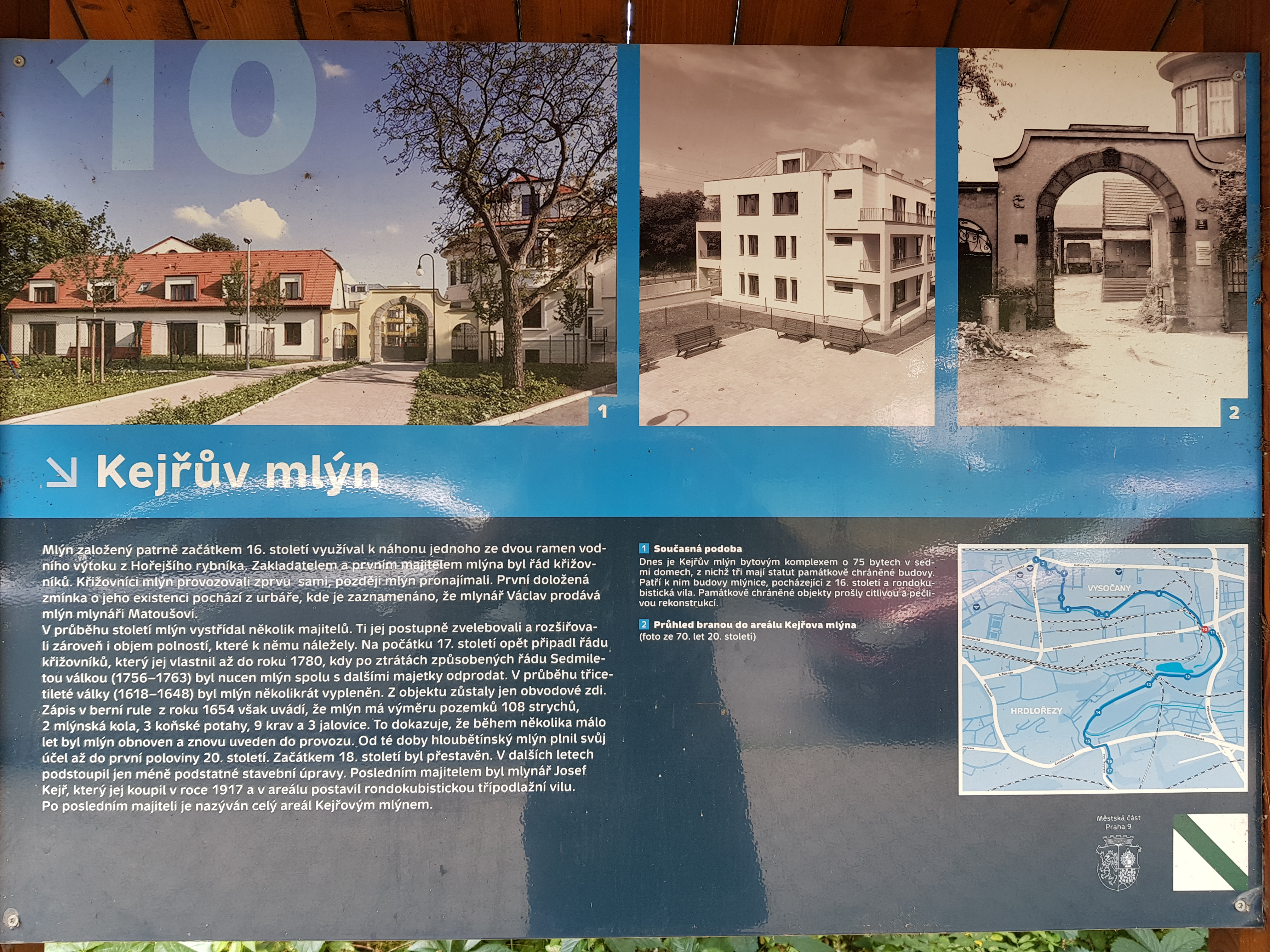
Kejřův mlýn – 10. zastavení naučné stezky Městská část Praha 9 - jihovýchodní stezka.